# Kazimjež Novak
Kazimjež Novak (polj. Kazimierz Nowak; 11. јануар 1897 — 13. октобар 1937) bio je poljski putnik, korespondent i fotograf, rođen u Stryi. Posle Prvog svetskog rata živeo je u Poznanju.
Od 1931. do 1936. putovao je sam, peške i biciklom po Africi. Pokrio je razdaljinu od 40.000 km. On je bio verovatno prvi čovek koji je postigao ovako nešto. Objavljeno je u knjizi pod nazivom „Biciklom i peške po Crnom Kontinentu“.
Preminuo je u Poznanju.

## Spoljašnje veze
- Poljski zvanični sajt
- „Biciklom i peške po Crnom kontinentu“ (језик: пољски)